# Mamoru Mohri
Mamoru Mohri (Japans: 毛利 衛, Mōri Mamoru) (Yoichi (Hokkaido), 29 januari 1948) is een Japans voormalig ruimtevaarder. Mohri’s eerste ruimtevlucht was STS-47 met de spaceshuttle Endeavour en vond plaats op 12 september 1992. Tijdens de missie werden verschillende experimenten uitgevoerd in de Spacelab-module.
In totaal heeft Mohri twee ruimtevluchten op zijn naam staan. Hij was de eerste Japanse astronaut aan boord van een spaceshuttle. In 2000 ging hij met pensioen als astronaut.
In 2013 werkte hij samen met technoartiest Jeff Mills, die het album Where Light Ends maakte over zijn ruimteavontuur. 